# Elite Squad – Im Sumpf der Korruption
Elite Squad – Im Sumpf der Korruption (Originaltitel: Tropa de Elite 2) ist ein brasilianischer Film, der 2010 veröffentlicht wurde. José Padilha fungierte als Regisseur und Produzent. Der Hauptdarsteller war Wagner Moura in der Rolle des Coronel Nascimento. Die Handlung knüpft an den vorangegangenen Film Tropa de Elite aus dem Jahre 2007 an. Die Rolle des Erzählers kommt dem Protagonisten Coronel Nascimento zu, der eine Form des unzuverlässigen Erzählens darstellt. In Brasilien war kein Film bisher wirtschaftlich erfolgreicher. Der Film wurde im Dezember 2010 zum meistgesehenen nationalen Film Brasiliens und brach damit einen 34-jährigen Rekord – einzig der Film Titanic wurde in Brasilien noch häufiger gesehen.

## Handlung
Durch einen Gefängnisaufstand, der unter Verantwortung von Coronel Nascimento blutig niedergeschlagen wird, kommt dieser in öffentliche Kritik. Aus politischen Gründen kann jedoch nur mit seiner Beförderung auf die Verfehlung reagiert werden. Konfrontiert wird Nascimento in den Medien durch den politischen Aktivisten Diego Fraga. Anstelle Nascimentos wird Capitão André Matias zur Verantwortung gezogen. Während Nascimiento in seiner neuen Verwaltungstätigkeit das BOPE immer weiter ausbauen kann, versagt er als Vater seines jungen Sohnes. Seine Frau hat sich mittlerweile von ihm dauerhaft getrennt und ist mit Fraga liiert. Entgegen den ursprünglichen Intentionen Nascimentos gelingt es ihm nicht, das System der korrupten Polizei durch eine Einschränkung des Drogenhandels einzudämmen. Vielmehr weiten die Milizionäre ihre Geschäftsaktivitäten in den Slums von Rio de Janeiro auf andere Gebiete aus. Nascimento legt ein Beziehungsgeflecht von korrupten Polizisten, Drogenhändlern und Politikern frei. Als Matias in einem Hinterhalt getötet wird und auch Nascimentos Sohn Rafael durch eine Schussverletzung in Todesgefahr schwebt, beschließt Nascimento seine Erkenntnisse über die Verwicklung von führenden Politikern in das organisierte Verbrechen in den Medien offenzulegen.

## Rezeption
Ekkehard Knörer schrieb in der taz vom 11. Februar 2011: „Seine Spannung bezieht er nicht in erster Linie aus – allerdings durchaus vorhandenen – Actionsequenzen, sondern aus der konsequenten und vor Komplexität nicht zurückschreckenden Entfaltung einer verwickelten Situation. Im besten Sinne parteiische Aufklärung, die zuletzt noch das Zentrum der Macht als Endpunkt der Korruption in den Blick nimmt.“

## Hintergrund
Bei den Internationalen Filmfestspielen in Berlin 2011 lief der Film in der Reihe Panorama Spezial.